# Pont Gebsattel

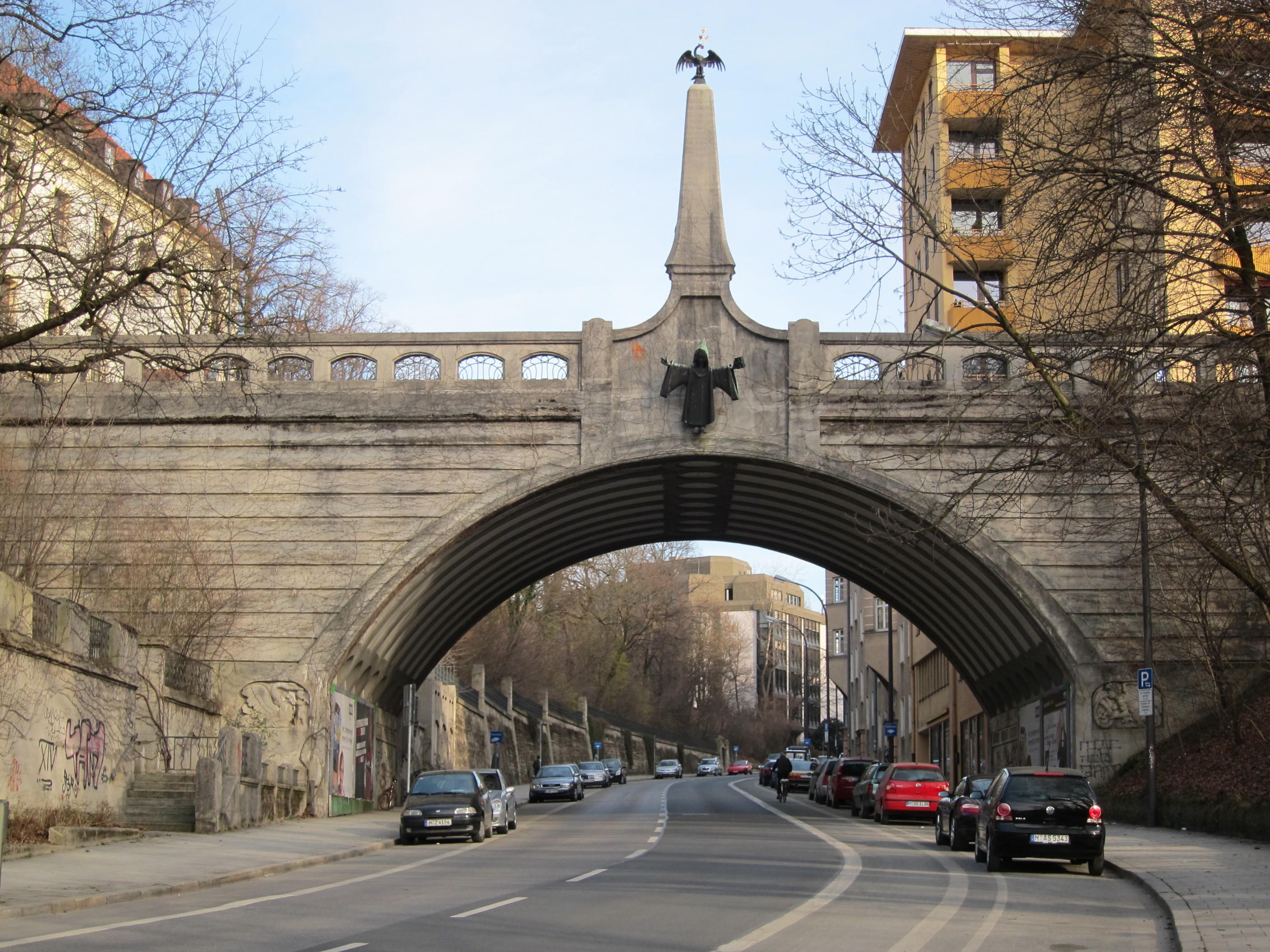
Pont Gebsattel (vue en montée)

Le pont Gebasttel (en allemand : Gebsattelbrücke) est un pont routier en arc à Munich. Il surplombe la route surélevée sur le Gebsattelberg et la Gebsattelstraße. 

## Emplacement
Le Gebsattelbrücke est situé dans le quartier de Au, à Munich. Pour les piétons, le pont est également accessible via deux escaliers directement à partir de la Gebsattelstraße. 

## Histoire

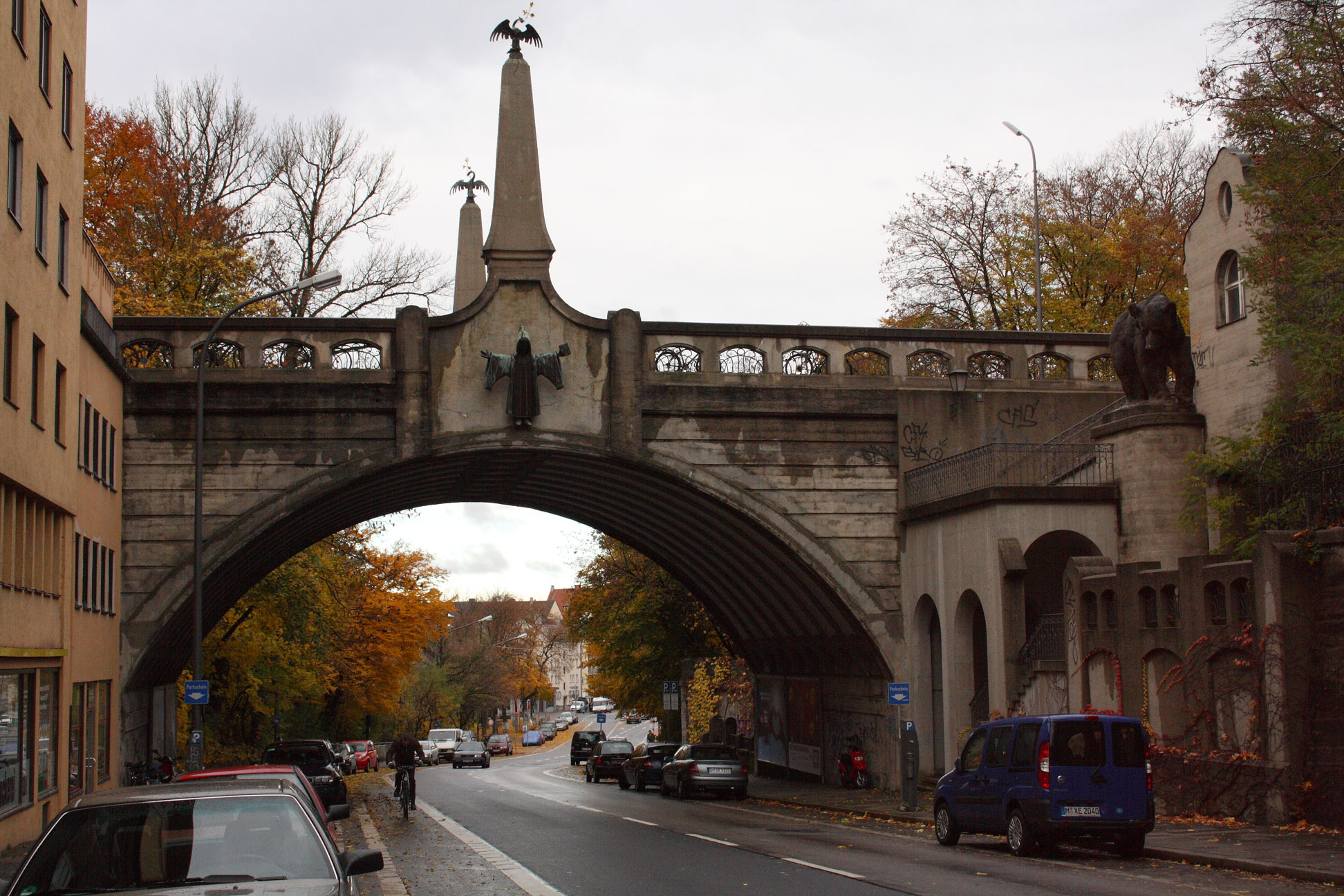
Gebsattelbrücke vu en descente

Le pont a été construit en 1901 selon les plans de l'architecte Theodor Fischer. C'est un bâtiment classé. De mai 1998 à janvier 1999, le bâtiment a été rénové.  

## Description

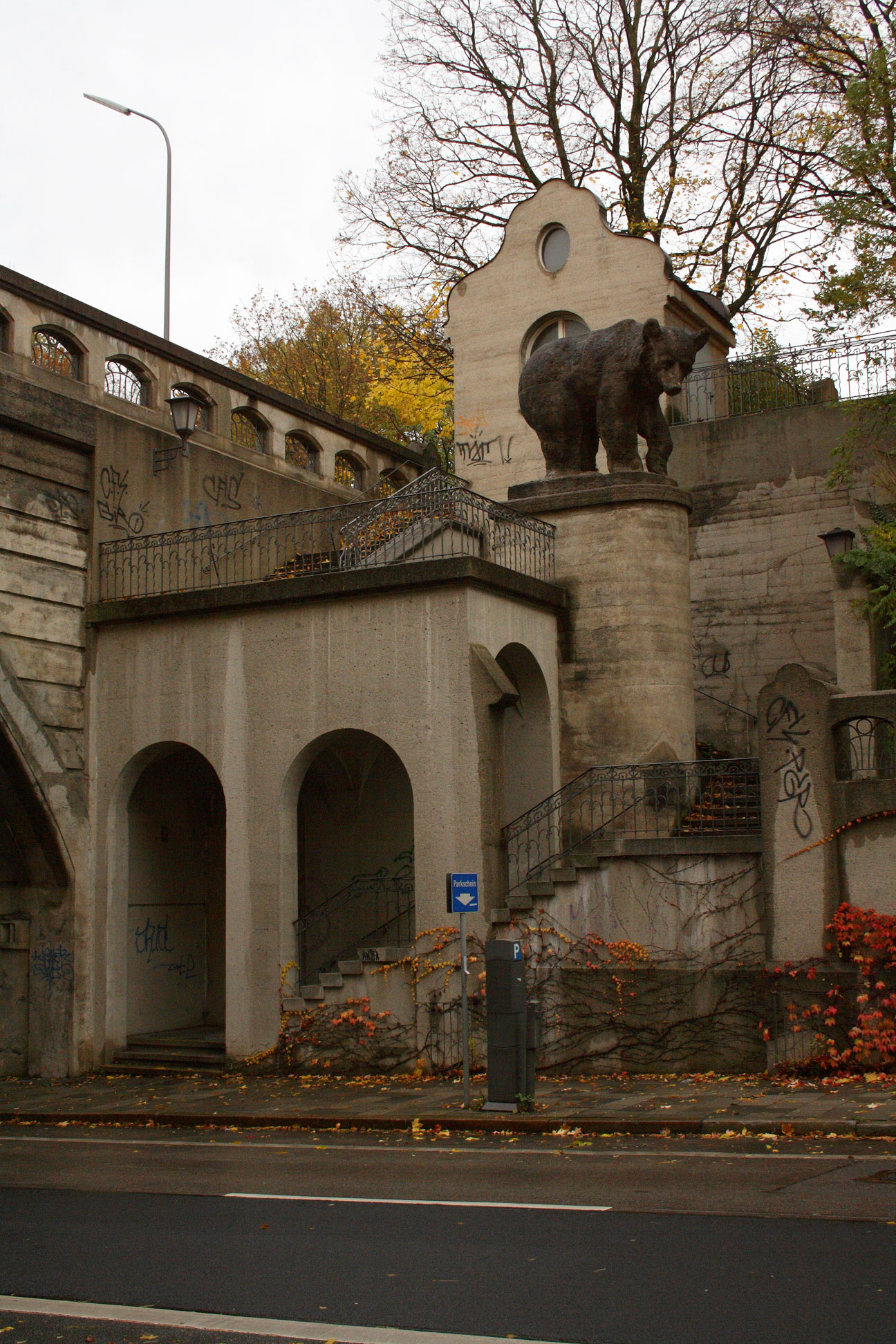
Escalier oriental

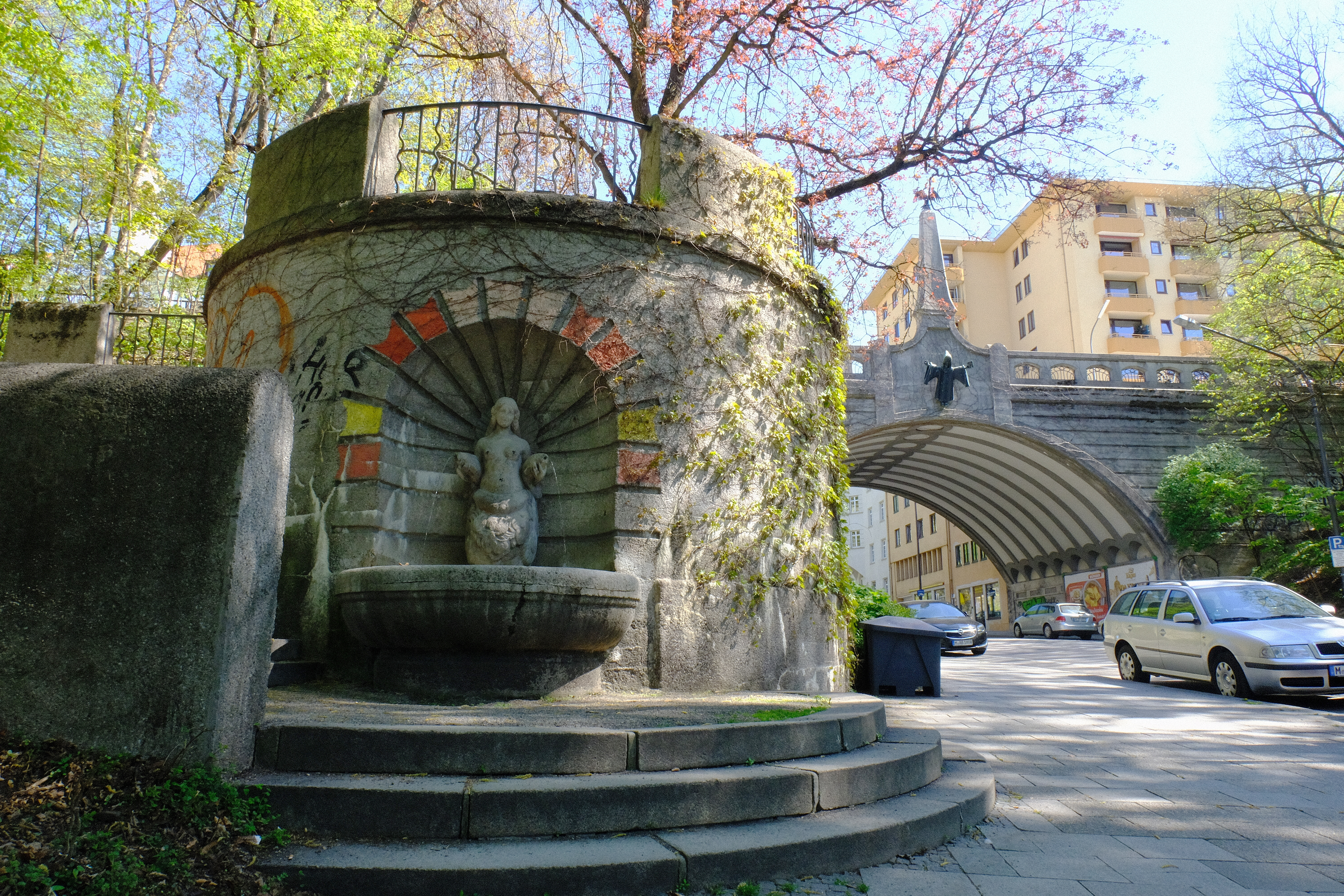
Fontaine de l'escalier occidental (2019)

Le pont fait 18 m de long et 13,4 m de large. Les deux balustrades du pont comportent de petites fenêtres ornées de barreaux en fer forgé. Des deux côtés de la rambarde, il y a un obélisque en pierre surmonté d'un héron en bronze, tenant une branche de lys dans son bec. La branche de lys se retrouve également dans le blason du quartier Au. Sous les obélisques se trouve la sculpture d'un Müncher Kindl. 
La partie ouest sur la pente est ornée d'une petite fontaine, l'escalier est par une sculpture d'ours plus grande que nature. 

## Coutume
À partir de 1948 a eu lieu sur le "Gebsattelberg" sous le Gebsattelbrücke la course annuelle de boîte à savon de Munich. Elle a eu lieu jusqu'au début des années soixante et a été relancée en 2004 à l'occasion de la fête "150 ans d'incorporation à Munich du quartier Au".  

## Littérature
- München und seine Isarbrücken, 1985 (ISBN 978-3-88034-107-4)   Heinrich Hugendubel, Munich 1985,  (ISBN 978-3-88034-107-4).
- Geschichte der Münchner Brücken : Brücken bauen von der Stadtgründung bis heute, 2008, 287 p. (ISBN 978-3-9811425-2-5)    Publié par: Ville de Munich, Département du bâtiment. Éditeur Franz Schiermeier, Munich 2008,  (ISBN 978-3-9811425-2-5).